# Combat sans code d'honneur 2 : Deadly Fight in Hiroshima
Série
Combat sans code d'honneur
(1973) Combat sans code d'honneur 3 : Guerre par procuration
(1973)
Pour plus de détails, voir Fiche technique et Distribution.
Combat sans code d'honneur 2 : Deadly Fight in Hiroshima (仁義なき戦い 広島死闘篇, Jingi naki tatakai: Hiroshima shitō hen) est un film japonais réalisé par Kinji Fukasaku, sorti en 1973,.

## Synopsis
En 1950, la ville d'Hiroshima, Shōji Yamanaka est impliqué dans une bagarre pour tricherie dans un jeu de cartes et poignarde plusieurs hommes. Il est condamné à deux ans de prison, où il se lie d'amitié avec Shōzō Hirono.

## Fiche technique
- Titre français : Combat sans code d'honneur 2 : Deadly Fight in Hiroshima[3]
- Titre original : 仁義なき戦い 広島死闘篇 (Jingi naki tatakai: Hiroshima shitō hen?)
- Réalisation : Kinji Fukasaku
- Scénario : Kazuo Kasahara (ja), d'après un roman autobiographique de Kōichi Iiboshi (ja)
- Photographie : Sadaji Yoshida
- Montage : Shintarō Miyamoto
- Décors : Akira Yoshimura
- Musique : Toshiaki Tsushima (ja)
- Pays d'origine :  Japon
- Langue originale : japonais
- Société de production : Tōei
- Sociétés de distribution : Tōei
- Format : couleur - 2,35:1 - 35 mm - son mono
- Genre : yakuza eiga et drame
- Durée : 100 minutes[4] (métrage : neuf bobines - 2 734 m[4])
- Dates de sortie : 
  - Japon : 28 avril 1973[4]

## Distribution
- Bunta Sugawara : Shōzō Hirono
- Kin'ya Kitaōji : Shōji Yamanaka
- Sonny Chiba : Katsutoshi Ōtomo
- Meiko Kaji : Yasuko Uehara
- Yoshi Katō : Chōji Ōtomo
- Hideo Murota : Keisuke Nakahara
- Tatsuo Endō (ja) : Kanichi
- Asao Koike : Kunimatsu Takanashi
- Mikio Narita : Hiroshi Matsunaga
- Nobuo Kaneko : Yoshio Yamamori